# 프라하 동물원
프라하 동물원(체코어: Živalski vrt Ljubljana)은 체코 프라하에 있는 동물원으로 1931년 개장했다. 676종의 동물 약 5,000마리를 수용하고 있으며, 이 중 132종은 멸종 위기에 처해 있다.